# Гиньяр, Теодор
Пьер Мари Теодор Гиньяр (фр. Pierre Marie Théodore Guignard; 4 марта 1864, Сен-Гольтье — 27 сентября 1930, Винь) — французский священник-миссионер и лексикограф.
Окончил католическую семинарию в Бурже (1885). В 1887 г. рукоположён во священники и отправлен для миссионерской работы во Вьетнам. Работал на севере страны, в районах, населённых мыонгами; в 1892—1906 гг. проповедовал вверх по течению реки Ка, в 185 км от города Винь, также путешествовал с проповедями в Лаос, освоил лаосский язык и в 1912 году опубликовал Лаосско-французский словарь. Позднее жил и работал в окрестностях Виня, с перерывом на лечение в 1923—1925 гг. в Гонконге и Франции. К 1918 году, как утверждается, обратил в христианство около 6500 жителей Северного Вьетнама. Вклад Гиньяра в лингвистику распространяется также и на отдельные слова языка мыонг, также включённые в его словарь, описал он и некоторые другие народности региона.